# Adrian Boult
Sir Adrian Cedric Boult, CH (/boʊlt/; 8 de abril de 1889 - 22 de fevereiro de 1983) foi  um maestro inglês.

## História
Criado em uma próspera família mercantil, ele seguiu estudos musicais na Inglaterra e na Leipzig, Alemanha, com o início de seus trabalhos em Londres para a companhia de balé Royal Opera House e Sergei Diaghilev.
Seu primeiro posto de destaque foi o maestro da Orquestra Sinfónica da Cidade de Birmingham em 1924. Quando o British Broadcasting Corporation nomeou-o diretor de música em 1930, ele estabeleceu a Orquestra Sinfónica da BBC e tornou-se seu principal regente.
A orquestra estabeleceu padrões de excelência que eram rivalizados na Grã-Bretanha apenas pela [London Philharmonic Orchestra] (LPO), fundada dois anos depois, e viria a inspirar a fundação de orquestras semelhantes em várias partes do Mundo, como a Orquestra Sinfónica da Emissora Nacional, dirigida por Pedro de Freitas Branco, a Orquestra Sinfônica da NBC, dirigida por Arturo Toscanini, a Orquestra Sinfónica da Rádio Nacional de Espanha, ou a Orquestra de Concertos da Rádio Nacional do Rio de Janeiro.
Ao atingir a idade da aposentadoria, viu-se forçado a deixar a BBC em 1950, e de imediato, Adrian Boult assumiu o cargo de chefe da Orquestra Filarmónica de Londres, que viveu um período de declínio nos meados de 1930, mas sob a sua orientação, o prestígio e o sucesso regressaram em força. Em 1957, aposentou-se do cargo de principal regente da LPO, e mais tarde aceitou o cargo de presidente administrativo.
Na parte final de sua carreira, Boult trabalhou com outras orquestras, incluindo a London Symphony Orchestra, a Philharmonia Orchestra, a Royal Philharmonic Orchestra, e sua ex-orquestra, a BBC Symphony,  foi o LPO com o qual ele foi associado principalmente, conduzindo-o em concertos e gravações até 1978, no que foi amplamente chamado de "Indian Summer".
Boult era conhecido pela sua peculiar defesa da música britânica.  Ele fez a primeira apresentação de seu amigo Gustav Holst Os Planetas, e introduziu novos trabalhos de, entre outros, Elgar, Bliss, Britten, Delius, Rootham, Tippett, Vaughan Williams  e Walton.
Durante a sua estadia da BBC, ele apresentou obras de compositores estrangeiros, incluindo Bartók, Berg, Stravinsky, Schoenberg e Webern.
Um homem modesto que não gostava dos holofotes, Boult sentia-se tão à vontade no estúdio de gravação quanto na plataforma de concertos, fazendo gravações ao longo de sua carreira. De meados dos anos 1960 até sua aposentadoria, depois de suas últimas sessões em 1978, ele gravou extensivamente para a EMI, até ao último dia da sua vida.
Assim como uma série de gravações que permaneceram no catálogo por três ou quatro décadas, o legado de Boult inclui sua influência em maestros proeminentes de gerações posteriores, incluindo Colin Davis e Vernon Handley-